# Alexander Hajek
Alexander Hajek, né le 19 juillet 2003, est un coureur cycliste autrichien.

## Biographie
Alexander Hajek commence le cyclisme à l'âge de 12 ans, pour suivre les traces de son père et de son grand-père. En 2019, il gagne le Radjugendtour Oststeiermark en Styrie orientale, qui est la principale course par étapes internationale du calendrier des moins de 17 ans. En raison de la pandémie de Covid-19, il ne participe à aucune course en 2020. En 2021, pour sa deuxième année chez les juniors (17/18 ans), il rejoint la Team Auto Eder, qui est liée à la formation World Tour Bora-Hansgrohe. Au cours de la saison, il démontre ses qualités de grimpeur avec plusieurs victoires sur le Tour de Haute-Autriche juniors et le Saarland Trofeo. Il se classe également cinquième du championnat du monde sur route juniors et neuvième du championnat d'Europe sur route juniors.
Avec son passage chez les espoirs (moins de 23 ans) en 2022, il rejoint l'équipe continentale britannique Trinity Racing, avec qui, il termine notamment troisième du classement général de la Carpathian Couriers Race. En 2023, il signe au sein de l'équipe autrichienne Tirol-KTM, qui sert d'équipe réserve pour Bora-Hansgrohe depuis cette année-là. Lors de cette saison, il est notamment champion d'Autriche sur route espoirs et termine troisième du GP Gorenjska.
En 2024, il rejoint le World Tour, au sein de l'équipe Bora-Hansgrohe.

## Palmarès sur route
- 2021
  - 3e étape du Tour de Haute-Autriche juniors
  - 2e étape secteur A d'Aubel-Thimister-Stavelot (contre-la-montre par équipes)
  - 2e, 3e étape secteur B et 4e étapes du Saarland Trofeo
  - 2e du championnat d'Autriche sur route juniors
  - 2e du Gran Premio Eccellenze Valli del Soligo (contre-la-montre par équipes)
  - 2e du Tour de Haute-Autriche juniors
  - 5e du championnat du monde sur route juniors
  - 9e du championnat d'Europe sur route juniors
- 2022
  - 3e de la Carpathian Couriers Race
- 2023
  -  Champion d'Autriche sur route espoirs
  - 3e du GP Gorenjska
- 2024
  -  Champion d'Autriche sur route

## Classements mondiaux
| Année                                 | 2022  | 2023 | 2024 |
| ------------------------------------- | ----- | ---- | ---- |
| Classement mondial                    | 1569e | 974e | 311e |
| UCI Europe Tour                       | 1052e | nc   | nc   |
|                                       |       |      |      |
| Légende : nc = non classéSource : UCI |       |      |      |